# Asbesttag
Et asbesttag er et tag dækket med tagplader af fibercement, som indeholder asbestfibre. Denne type tag var udbredt i Danmark fra 1950'erne til slutningen af 1980'erne, især på Parcelhuse, industribygninger og landbrugsejendomme. 
Asbest blev anvendt for dets styrke, holdbarhed og modstandsdygtighed over for brand og kemikalier. I dag er asbesttag forbundet med sundhedsrisici og reguleres af omfattende lovgivning.

## Historie
Fibercement blev opfundet i slutningen af 1800-tallet af Ludvig Hatschek, som kombinerede ca. 10 % asbest og 90 % cement. [kilde mangler]
I Danmark blev dette materiale frem til forbuddet i 1970'erne og 1980'erne brugt bredt til tagplader og isolering teknologisk. Efterfølgende er asbest blevet erstattet af cellulosefibre, der betød fald i rækkevidde og holdbarhed sammenlignet med den oprindelige type fibercement.[kilde mangler]

## Identifikation
Et asbesttag kan identificeres ved at undersøge alder, type og mærkning på tagpladerne:
- Tagplader produceret før 1984 indeholder næsten altid asbest.
- Tagplader fra 1984 til 1988 kan indeholde asbest.
- Efter 1988 er de som udgangspunkt asbestfri, men der kan være brugt restlagre.

Et mærke på pladen kan give information om indholdet: Koder, der starter med 0, 1, 3, 5, 6 eller 7, indikerer ofte asbestindhold, mens koder med ”NT” typisk betyder, at pladen er asbestfri.[kilde mangler]

## Oversigt: Typer af tage med asbest
| Tagtype                      | Beskrivelse                                                              | Anvendelse                              | Asbestindhold                 |
| ---------------------------- | ------------------------------------------------------------------------ | --------------------------------------- | ----------------------------- |
| Bølgeeternitplader           | Klassiske, bølgede fibercementplader (B5/B6) i store formater            | Parcelhuse, industribygninger, landbrug | Meget udbredt før 1988        |
| Kunstskiferplader            | Flade, rektangulære fibercementplader, ofte lagt som skifer efterligning | Parcelhuse og rækkehuse                 | Typisk asbestholdige før 1984 |
| Plane eternitplader          | Glatte tagplader uden profil, brugt til lette tage og facadeinddækninger | Industribyggeri og skure                | Kan indeholde asbest før 1986 |
| Asbest-cement-tagsten        | Formpressede tagsten af cement og asbest – sjældne i DK                  | Enkeltprojekter, importvarer            | Forekom, men sjældne          |
| Sandwich-elementer m. asbest | Kompositplader med isolering og asbestholdig overflade                   |                                         |                               |

### Vigtige kendetegn
- Bølgeeternit (B5/B6): De mest almindelige asbesttage i Danmark. Bølget profil, typisk grå eller rødbrun. Installeret i store formater – f.eks. 1,22 x 2,44 meter.
- Kunstskifer: Flade, mindre plader, ofte med sorte skruer og et skiferlignende mønster. Lagt i forbandt ligesom naturskifer.

## Sundhedsrisici
Asbest er sundhedsskadeligt, hvis fibrene frigives og indåndes. Det kan føre til sygdomme som asbestose, lungekræft og mesotheliom. Risikoen opstår især ved nedrivning, skæring eller slibning af materialet. Intakte asbesttage udgør generelt ikke en sundhedsrisiko.

## Lovgivning i Danmark
Private boligejere måtte frem til 31. december 2024 gerne selv fjerne asbestholdige tagplader, så længe arbejdet blev udført korrekt og uden støvspredning. Det blev dog frarådet af myndighederne.

### Regler fra 2025
Fra 1. januar 2025 må fjernelse af asbestholdige materialer – herunder tage – kun udføres af virksomheder, der er autoriseret af Sikkerhedsstyrelsen. 

### Kravene omfatter
- Et godkendt kvalitetsledelsessystem.
- En fagligt ansvarlig person med relevant uddannelse.
- Min. 30 timers ugentlig tilknytning til virksomheden.

## Bortskaffelse
Asbestholdige tagplader skal emballeres korrekt og afleveres på godkendte genbrugspladser. Affaldet skal være mærket tydeligt med ”ASBEST” og anmeldes til kommunen ved større mængder. Arbejdstilsynet anbefaler brug af H-klasse støvsuger og egnet beskyttelsesudstyr under arbejdet